# Deloyala lecontei
Deloyala lecontei är en skalbaggsart som först beskrevs av George Robert Crotch 1873.  Deloyala lecontei ingår i släktet Deloyala och familjen bladbaggar. Inga underarter finns listade i Catalogue of Life.